# 1898-as magyar atlétikai bajnokság
Az 1898-as magyar atlétikai bajnokságot – amely a 3. magyar bajnokság volt, négy versenyszámmal rendezték meg.

## Eredmények

### Férfiak
| Versenyszám | Arany                          | Arany   | Ezüst                                | Ezüst   | Bronz                    | Bronz  |
| ----------- | ------------------------------ | ------- | ------------------------------------ | ------- | ------------------------ | ------ |
| 100 yard    | dr. Záborszky István Magyar AC | 10,6    | Strausz Gyula Orosházi TE            |         | Koppán Pál Magyar AC     |        |
| 1 mérföld   | Felix Graf Wiener AC           | 4:53,0  | Bohumil Rudl AC Sparta Praha         |         | Nuber Gusztáv Magyar AC  |        |
| távolugrás  | Gajzágó Tibor Magyar AC        | 642 cm  | Porteleky László Magyar AC           | 588 cm  | Pertich Kálmán Magyar AC | 579 cm |
| súlylökés   | Porteleky László Magyar AC     | 10,29 m | Szilágyi Gyula Hódmezővásárhelyi TVE | 10,04 m | Strausz Gyula OTE        | 9,86 m |

### Magyar atlétikai csúcsok
- Hármasugrás 12,67 m Fedett pályás világcsúcs (nh[1]) Gajzágó Tibor Budapest 1898. 12.08